# گرین لنترن (هل جوردن)
هرولد جوردن (به انگلیسی: Harold Jordan) معروف به هَل جوردن، که با نام فانوس سبز شناخته می‌شود، یک شخصیت خیالی ابرقهرمان در کتاب‌های کامیک آمریکایی منتشر شده توسط دی‌سی کامیکس است؛ که توسط جان بروم و گیل کین خلق شده‌است و برای اولین بار در شمارهٔ ۲۲ مجموعه شوکیس ظاهر شد. هل جوردن یکی از اعضا، و گاهی رهبر سازمان پلیسی بین کهکشانی با عنوان سپاه فانوس سبز است.
رایان رینولدز نقش شخصیت هل جوردن را در فیلم فانوس سبز (۲۰۱۱) ایفا کرده‌است.

## توضیحات
وی پس از آلن اسکات رتبه دوم را در انسان هایی دارد که حلقه گرین لنترن را به دست میکنند. و همچنین یکی از اعضای  اصلی انجمن لیگ عدالت میباشد.

## تاریخچه انتشار
فانوس سبز بلافاصله پس از آن که تنها چند شماره در مجله Showcase منتشر شد، به مجله اختصاصی‌اش راه یافت. موفقیت این قهرمان در دهه ۶۰ با دوران شکوفایی داستان‌های علمی‌تخیلی و سفرهای فضایی مصادف شد و به همین دلیل کمیک استریپ فانوس سبز به یکی از محبوب‌ترین عنوان‌های شرکت دی‌سی مبدل گشت.